# Juin 1791

## Événements

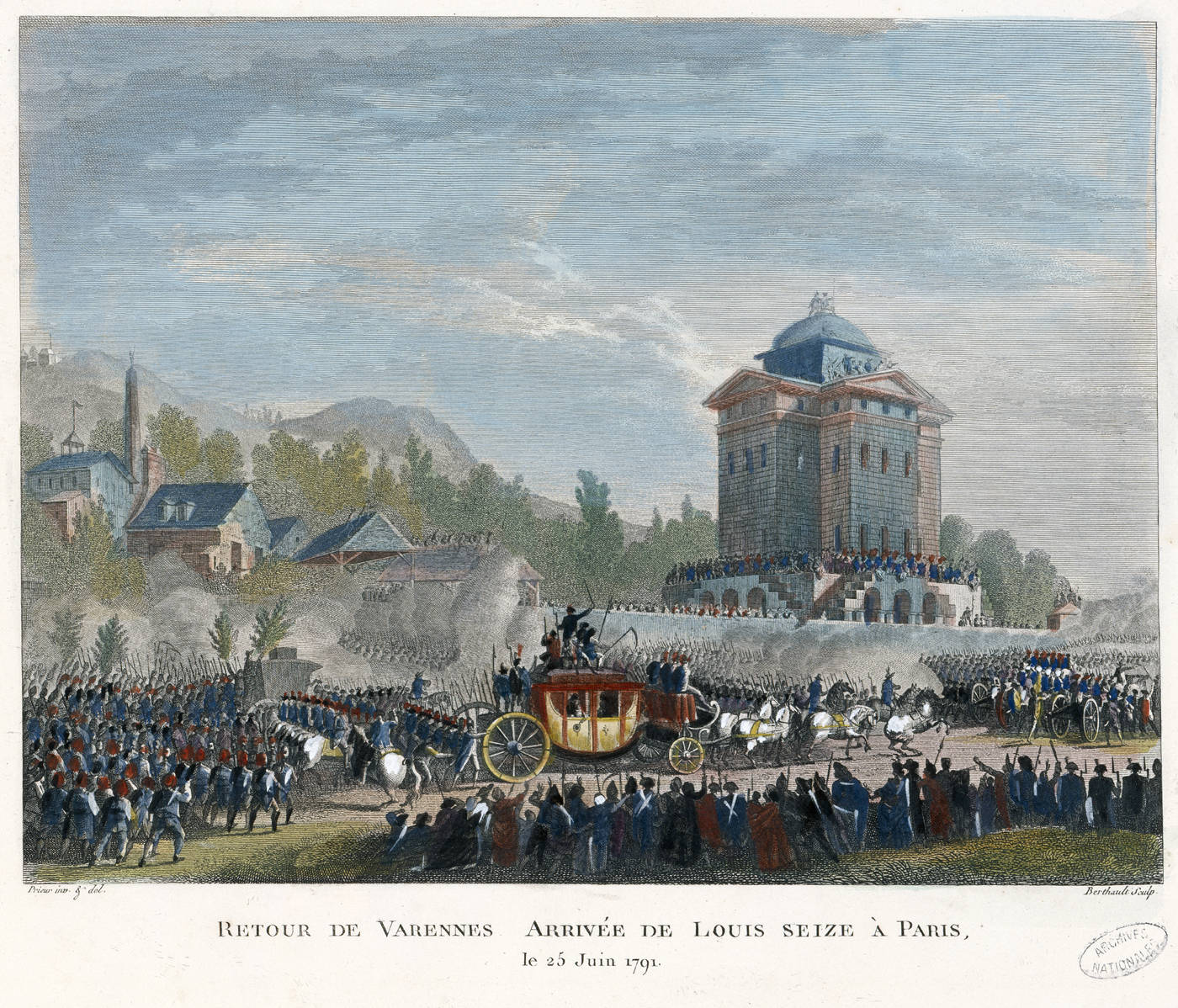
Retour de Varennes. Arrivée de Louis XVI à Paris, le 25 juin 1791 (Duplessi-Bertaux d'après un dessin de J-L Prieur).

- 10 juin : Sanction royale de l’Acte constitutionnel (en vigueur le 26 décembre) qui partage le Canada, par la rivière des Outaouais, en deux provinces : le Haut-Canada (Ontario) et le Bas-Canada (Québec). Un Conseil législatif est créé dans les deux provinces à l’image de la Chambre des Lords, ainsi qu’une Assemblée élue pour quatre ans au suffrage censitaire et un Conseil exécutif. L’Église d’Angleterre reçoit une influence prépondérante et des terres, les Réserves du Clergé[1]..

- 13 juin : En France, un décret permet de recruter au sein de la Garde nationale des volontaires pour participer à des conflits extérieurs.

- 14 juin : En France, la Loi Le Chapelier instaure la liberté d'entreprendre et proscrit les coalitions notamment ouvrières (c'est-à-dire les syndicats), interdiction de la grève (1791-1884)[2].

- 18 juin : En France, par décret de l'assemblée nationale constituante, en raison des troubles religieux survenus à Bastia, le département et l’évêché sont autorisés à tenir leurs séances à Corte.

- 21 - 22 juin : En France, Louis XVI est à Varennes[2]..

## Naissances
- 23 juin : Jean Ledóchowski (mort en 1864), homme politique polonais.
- 30 juin : Félix Savart (mort en 1841), médecin, chirurgien et physicien français.

## Décès
- 10 juin : Toussaint-Guillaume Picquet de la Motte, lieutenant général des armées navales (° 1er novembre 1720).
- 30 juin : Jean-Baptiste Descamps, peintre et historien de l'art français (° 28 août 1714).